# Wszoły bezgłaszczkowe
Wszoły bezgłaszczkowe (Ischnocera) – podrząd owadów z rzędu Phthiraptera. Należą tu skórne ektopasożyty ptaków i ssaków.
Owady te mają spłaszczoną grzbietobrzusznie, mniej lub bardziej prognatyczną głowę, zwykle o trójkątnym obrysie. Krótkie czułki wyrastają z bocznych krawędzi głowy. U większości gatunków są pięcioczłonowe, ale u części poszczególne człony biczyka zlewają się ze sobą, wskutek czego czułki są trójczłonowe. U samic czułki są nitkowate, o jednakowych członach, natomiast u samców są często różnorodnie zmodyfikowane i służą do przytrzymywania się samicy w trakcie kopulacji. Narządy gębowe mają asymetrycznie uzębione żuwaczki, poruszające się w płaszczyźnie horyzontalnej. Warga dolna i szczęki są silnie zredukowane, pozbawione głaszczków szczękowych. Oczy złożone są małe, a część gatunków jest całkiem bezoka. Wewnętrzny szkielet głowy (tentorium) jest zredukowany, a zewnętrzny zawiera zgrubiałe płytki, żeberka i szwy.
Tułów składa się z trzech segmentów, z których dwa ostatnie (śródtułów i zatułów) zlane są zwykle w pterotoraks. Układ sklerytów tułowia jest zmienny w obrębie podrzędu. Przedtułów jest z przodu częściowo nakryty tylną krawędzią głowy. Przetchlinki śródtułowia uległy przesunięciu na boczną lub brzuszną stronę przedtułowia. Niekiedy występuje druga para przetchlinek tułowiowych położona na episternitach zatułowia. Przednia para odnóży jest krótka i tęga, natomiast pozostałe dwie wykazują zmienność w obrębie podrzędu.
Odwłok wygląda na ośmioczłonowy, a u niektórych gatunków na siedmioczłonowy. Pierwszy, a niekiedy także drugi segment są praktycznie niewidoczne. Końcowy, genitalny segment powstał w wyniku zlania się segmentu dziewiątego, dziesiątego i jedenastego. Philopteridae sensu lato mają 6 par przetchlinek odwłokowych, natomiast u Trichodectidae ich liczba może być różnie zredukowana, aż do całkowitego ich braku. Samce mają parę jąder połączonych nasieniowodami z pęcherzykiem nasiennym, którego nasada łączy się przewodem wytryskowym z prąciem. U samic z parzystych jajników wychodzą jajowody, które łączą się i wspólnie uchodzą w przednim końcu komory genitalnej. Wiele gatunków ma ponadto spermatekę położoną po grzbietowej stronie komory genitalnej i wyposażoną, w często silnie zesklerotyzowany pierścień zwany calyx. W trakcie kopulacji samiec znajduje się poniżej samicy, podobnie jak u wszy.
|  | wszoły bezgłaszczkowe (Ischnocera)                                                  |
|  |                                                                                     |
|  | \| \| wszy (Anoplura) \| \| \| \| \| \| wszy słoniowe (Rhyncophthirina) \| \| \| \| |
|  |                                                                                     |
|  | wszy (Anoplura)                                                                     |
|  |                                                                                     |
|  | wszy słoniowe (Rhyncophthirina)                                                     |
|  |                                                                                     |

|  | wszy (Anoplura)                 |
|  |                                 |
|  | wszy słoniowe (Rhyncophthirina) |
|  |                                 |

|  | wszoły bezgłaszczkowe (Ischnocera)                                                  |
|  |                                                                                     |
|  | \| \| wszy (Anoplura) \| \| \| \| \| \| wszy słoniowe (Rhyncophthirina) \| \| \| \| |
|  |                                                                                     |
|  | wszy (Anoplura)                                                                     |
|  |                                                                                     |
|  | wszy słoniowe (Rhyncophthirina)                                                     |
|  |                                                                                     |

|  | wszy (Anoplura)                 |
|  |                                 |
|  | wszy słoniowe (Rhyncophthirina) |
|  |                                 |

|  | wszoły bezgłaszczkowe (Ischnocera)                                                  |
|  |                                                                                     |
|  | \| \| wszy (Anoplura) \| \| \| \| \| \| wszy słoniowe (Rhyncophthirina) \| \| \| \| |
|  |                                                                                     |
|  | wszy (Anoplura)                                                                     |
|  |                                                                                     |
|  | wszy słoniowe (Rhyncophthirina)                                                     |
|  |                                                                                     |

|  | wszy (Anoplura)                 |
|  |                                 |
|  | wszy słoniowe (Rhyncophthirina) |
|  |                                 |

|  | wszoły bezgłaszczkowe (Ischnocera)                                                  |
|  |                                                                                     |
|  | \| \| wszy (Anoplura) \| \| \| \| \| \| wszy słoniowe (Rhyncophthirina) \| \| \| \| |
|  |                                                                                     |
|  | wszy (Anoplura)                                                                     |
|  |                                                                                     |
|  | wszy słoniowe (Rhyncophthirina)                                                     |
|  |                                                                                     |

|  | wszy (Anoplura)                 |
|  |                                 |
|  | wszy słoniowe (Rhyncophthirina) |
|  |                                 |

Wszoły bezgłaszczkowe obejmują ponad 3 tysiące opisanych gatunków. Zgodnie z analizami filogenetycznymi Lyala z 1985 oraz Barkera i innych z 2003 zajmują one pozycję siostrzaną względem kladu obejmującego wszy i Rhyncophthirina. Podział wszołów bezgłaszczkowych był różnie przedstawiany. Eichler w 1963 wyróżniał 21 rodzin. Lyal w 1985 używał podziału na 4 rodziny: Goniodidae, Philopteridae, Hepatogasteridae i Trichodectidae, jednak w takim układzie Philopteridae jawiły się w późniejszych jako grupa parafiletyczna lub polifiletyczna. Baza Phthiraptera.info wyróżnia więc tylko dwie, monofiletyczne według analiz Smitha rodziny: pasożytujące na ssakach Trichodectidae i pasożytujące na ptakach Philopteridae.
W Polsce występuje 230 gatunków wszołów głaszczkowych, z których zdecydowana większość należy do Philopteridae. (zobacz: wszoły bezgłaszczkowe Polski)